# Cá tuyết Đại Tây Dương

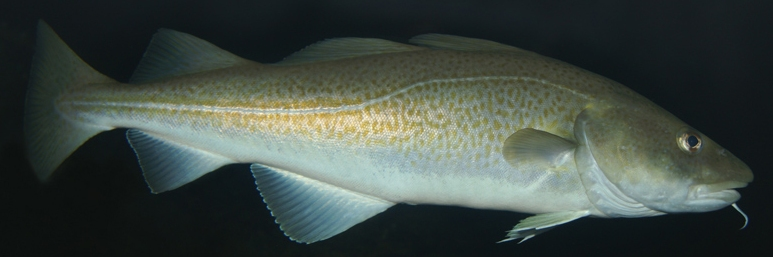
Cá tuyết Đại Tây Dương

Cá tuyết Đại Tây Dương (danh pháp hai phần: Gadus morhua) là một loài cá tuyết ăn tầng đáy thuộc Họ Cá tuyết. Loài này sinh sống ở Đại Tây Dương. Ở Đại Tây Dương phía Tây Dương, cá tuyết có một phân phối phía Bắc của Cape Hatteras, Bắc Carolina, và ở cả hai bờ biển Greenland, ở phía đông Đại Tây Dương, nó được tìm thấy từ vịnh Biscay ở phía bắc của Bắc Băng Dương, bao gồm cả vùng biển Baltic, Biển Bắc, Biển Hebrides, các khu vực xung quanh Iceland và biển Barents.
Nó có thể phát triển đến chiều dài 2 mét và nặng tới 96 kg (210 lb). Nó có thể sống 25 năm và thành thục sinh dục nói chung đạt được giữa hai và bốn tuổi, nhưng có thể là vào cuối tám năm ở Bắc Cực phía đông bắc. Nó có màu nâu đến màu xanh lá cây, với các điểm ở phía bên lưng, bóng bạc bên bụng. Một đường bên rõ ràng nhìn thấy được. Môi trường sống của nó phạm vi từ bờ biển xuống thềm lục địa.
Một số quần thể cá tuyết đã bị sụp đổ vào thập niên 90 (giảm hơn 95% sinh khối lịch sử tối đa) và không thể hồi phục hoàn toàn kể cả với việc ngừng đánh bắt. Việc thiếu vắng động vật ăn thịt đầu bảng đã dẫn tới hiện tượng trophic cascade ở nhiều nơi. Nhiều các quần thể cá tuyết khác hiện vẫn đang bị đe dọa. Cá Tuyết Đại Tây Dương được xếp hạng Sắp Nguy cấp trong Sách Đỏ IUCN.